# Wapen van Neeritter

Wapen van Neeritter

Het wapen van Neeritter bestaat uit het wapen van Loon met in het vrijkwartier het wapen van Horne van de voormalige gemeente Neeritter. De beschrijving luidt:
"Gedwarsbalkt van goud en keel van 10 stukken en een vrijkwartier van goud, beladen met 3 jachthorens van keel, beslagen van zilver. Schildhouder : de H.Lambertus in bisschoppelijk gewaad, houdende in de linkerhand een bisschopsstaf en een werpspies."
Wel vermeld in de beschrijving, echter niet zichtbaar op de registertekening is het zilveren beslag op de rode hoorns.

## Geschiedenis
Neeritter was een lange tijd onderdeel van het graafschap Horn. De kerk was gewijd aan de heilige Lambertus, oorspronkelijk ook aan Lucia. De schepenbank had enkele zegels in gebruik. Het oudst bekende zegel is afkomstig uit het jaar 1445 met daarop een omgewende arm met een kromstaf, links daarvan een zespuntige ster. Het ontwerp in tot aan het einde van de 18e eeuw is gebruik geweest. De beschermheilige werd als schildhouder in het wapenontwerp voor Neeritter opgenomen.
Na de gemeentelijke herindeling van 1 juli 1942 werd Neeritter onderdeel van de gemeente Hunsel. Het wapen van Neeritter werd verdeeld in kwartieren opgenomen in het wapen van Hunsel.

## Verwante wapens

Graafschap Horn
Graafschap Loon
Wapen van Hunsel

Ambt Montfort
· Amby
· Amstenrade
· Arcen en Velden
· Baexem
· Beegden
· Beek
· Belfeld
· Bemelen
· Berg en Terblijt
· Bingelrade
· Bocholtz
· Borgharen
· Born
· Broekhuizen
· Broeksittard 
· Buggenum
· Bunde
· Cadier en Keer
· Echt 
· Eijsden
· Elsloo
· Eygelshoven
· Geleen
· Gennep
· Geulle
· Grathem
· Grevenbicht
· Gronsveld
· Grubbenvorst
· Gulpen 
· Haelen
· Heel
· Heel en Panheel
· Heer
· Helden
· Herten
· Heythuysen
· Hoensbroek
· Horn
· Horst
· Houthem
· Hulsberg
· Hunsel
· Itteren
· Jabeek
· Kessel
· Klimmen
· Limbricht
· Linne
· Maasbracht
· Maasbree
· Maasniel
· Margraten
· Meerlo
· Meerlo-Wanssum
· Meerssen
· Meijel
· Melick en Herkenbosch
· Merkelbeek
· Mheer
· Montfort
· Munstergeleen
· Neer
· Neeritter
· Nieuwenhagen
· Nieuwstadt
· Noorbeek
· Nuth
· Onderbanken
· Obbicht en Papenhoven
· Ohé en Laak
· Oirsbeek
· Ottersum
· Oud-Valkenburg
· Oud-Vroenhoven
· Posterholt
· Roggel
· Roggel en Neer
· Roosteren
· Schaesberg
· Schimmert
· Schinnen
· Schinveld
· Sevenum
· Simpelveld
· Sint Geertruid
· Sint Odiliënberg
· Sint Pieter
· Sittard
· Slenaken
· Spaubeek
· Stramproy
· Stevensweert
· Susteren
· Swalmen
· Tegelen
· Thorn
· Ubach over Worms
· Ulestraten
· Urmond
· Valkenburg
· Vlodrop
· Wanssum
· Wessem
· Wijlre
· Wijnandsrade
· Wittem